# 1997년 2월
| 1997년: 1월 · 2월 · 3월 · 4월 · 5월 · 6월 · 7월 · 8월 · 9월 · 10월 · 11월 · 12월 |

| <          | 1997년 2월 | 1997년 2월 | 1997년 2월 | 1997년 2월 | 1997년 2월 | >            |
| 일         | 월         | 화         | 수         | 목         | 금         | 토           |
|            |            |            |            |            |            | 1 12.24 갑술 |
| 2 25 을해  | 3 26 병자  | 4 27 정축  | 5 28 무인  | 6 29 기묘  | 7 30 경진  | 8 1.1 신사   |
| 9 2 임오   | 10 3 계미  | 11 4 갑신  | 12 5 을유  | 13 6 병술  | 14 7 정해  | 15 8 무자    |
| 16 9 기축  | 17 10 경인 | 18 11 신묘 | 19 12 임진 | 20 13 계사 | 21 14 갑오 | 22 15 을미   |
| 23 16 병신 | 24 17 정유 | 25 18 무술 | 26 19 기해 | 27 20 경자 | 28 21 신축 |              |

| - 2월 15일 - 이한영 편집하기 |

## 1997년2월 1일
- 대한민국 프로농구가 출범하다.

## 1997년2월 12일
- 황장엽 조선민주주의인민공화국 노동당 국제담당 서기가 대한민국으로 망명하였다.